# アグー

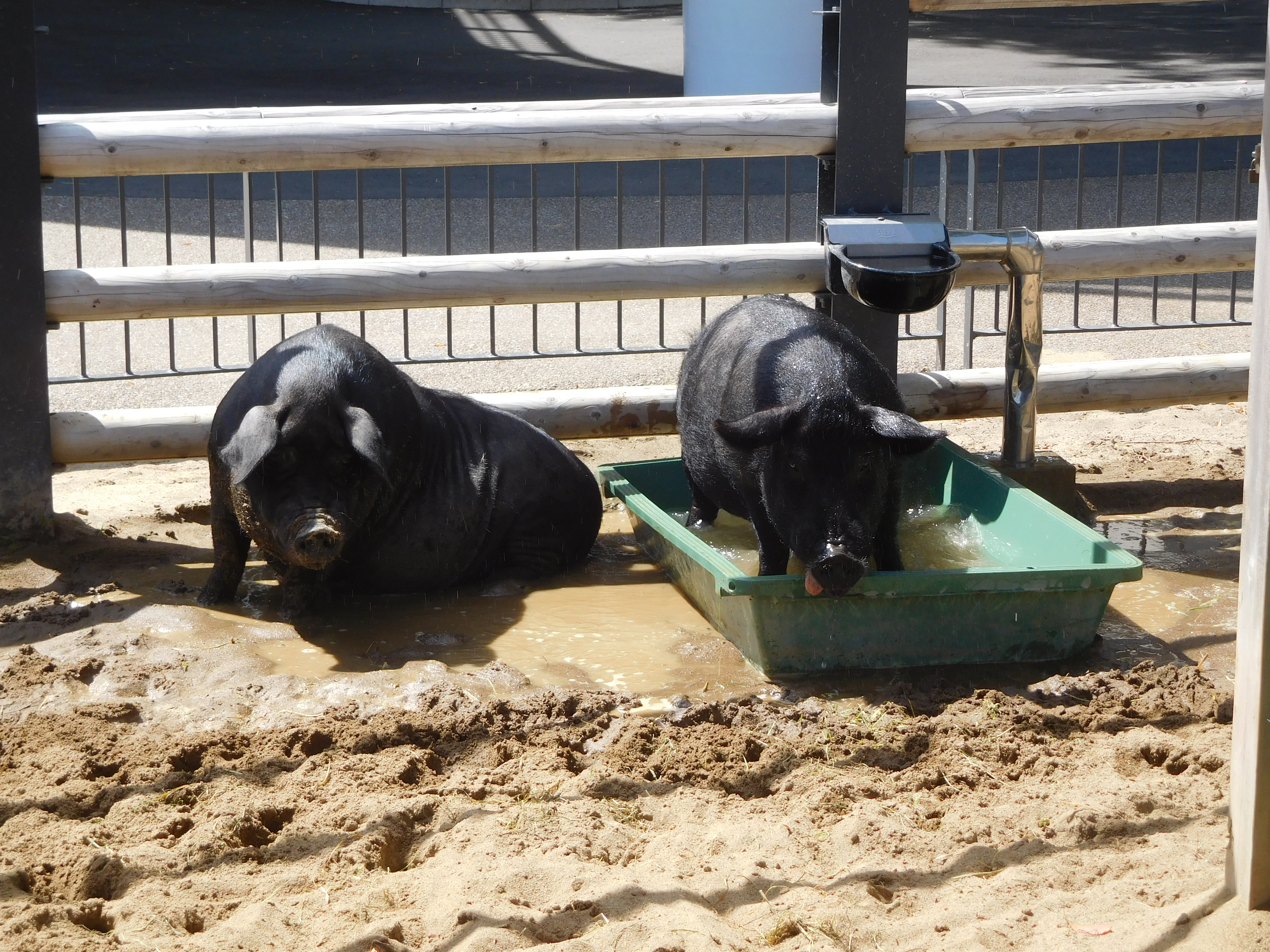
水浴びするアグー

アグーは、沖縄県の琉球在来豚。またそれを原種としたと豚、ラードタイプの産業種。黒豚、島豚（しまぶた、琉球方言：シマウヮー）等とも言う。奄美群島や薩摩にも伝わったが、薩摩(鹿児島県本土)で現在飼育されている黒豚はイギリス原産のバークシャー種と交配させたもので、全身真っ黒ではなく、足先、鼻、尾の6箇所が白い。

## 概要
中国から渡来したとされる豚を起源とする一品種である。通説では琉球で豚が飼育されるようになったのは14世紀末に当時の明朝から琉球へ中国系の豚が伝来したのが起源とされている。近年、弥生時代の貝塚である伊江島の具志川貝塚（弥生時代後期）から豚の骨が発掘されている。日本列島では本州でも同様に弥生期に弥生ブタが出現するが、当時から琉球では豚が飼育されていたことが明らかとなっている。それゆえ、アグーがいずれの系統につながるものなのか正確な起源は不明である。アグーという名称は、粟国島に由来するのではないかとする説がある。
毛は全身黒色で体質強健、資性温和で粗食にも耐えるが産子数は4、5頭と少ない。また小型で脂身が多いため、一頭から取れる肉の量も少ない。明治以降、西洋種であるバークシャー種と交配させて若干の改良が図られたが成豚になっても体重は100キログラム前後と小型で、原種の特徴をよく残している（バークシャー種やランドレース種等、代表的な外来種は通常200〜300キログラム以上の体重になる）。
従来、奄美を含む琉球の農家で広く飼育されていたが、産子数が少なく発育速度も遅かったのに加え、全島が攻撃に遭った沖縄戦により根絶の危機にあった。戦前は10万頭いたといわれるが、戦後は30頭近くまで減少し絶滅寸前となったという。戦後はハワイなどに移住した県人からの救援物資の豚が届き、多産である外来種の飼育に押されていた。1981年より名護博物館館長の島袋正敏によって保存が唱えられ、北部農林高校教諭の太田朝憲がこれに協力した結果、絶滅を免れた。戻し交配法によって選別を進めるなどして、現在頭数は600頭以上まで回復している。現在は沖縄県畜産研究センターを中心に保存が進められている。
肉質は柔らかく臭みが少ない。赤身の部分が少なく脂肪が多いが、外来種と比べてコレステロール値は4分の1と低い。また、うま味成分であるグルタミン酸などアミノ酸成分も多い。現在は外来種との交配種が、ブランド豚としてスーパーマーケットの精肉および土産物として売り出されている。
日本本土の在来豚はほぼ絶滅しており（例えば、かごしま黒豚はバークシャー種）、外来種の影響をあまり受けなかったアグーは観光資源としても貴重で、近年では沖縄県も宣伝普及に力を入れている。

## 「あぐー」と「アグー」
食用豚肉としてひらがなで表記される「あぐー」は沖縄県農業協同組合の登録商標で、琉球在来豚「アグー」の血を50パーセント以上有する豚肉と定められている。このため、上記の定義を満たした豚肉であってもJAと商標使用許諾契約を締結していない事業者は「あぐー」はもちろん「アグー」「AGU」などの名称も使用することはできない。しかし実際には「あぐー」として流通している「アグーブランド豚」よりもアグーの血の濃い交配豚やアグー同士の交配による純血アグーの肉を生産する農家は存在しており、「あぐー」というブランドのあり方について疑問を呈する声もある。
2012年には、戻し交配によって開発された最も純血アグーに近いとされる品種が「今帰仁アグー」として商標登録された。